# Antônio Mourão Guimarães
Antônio Mourão Guimarães (Bom Sucesso, 28 de maio de 1888 - Belo Horizonte, 15 de fevereiro de 1965) foi um médico, empresário e político brasileiro.

## Biografia
Filho de Benjamin Ferreira Guimarães, Totônio (como era conhecido) formou-se em Medicina na Alemanha, mas pouco exerceu a profissão, cuidando, desde cedo, de parte dos empreendimentos da família. No início da década de 1930, fundou o Banco de Minas Gerais (que em 1963 passou a ser o BMG). Também foi um dos sócios fundadores da Magnesita S.A. na década de 1940 e empreendedor em empresas como a Companhia Industrial de Valença, a Companhia de Fiaçao e Tecidos Santa Rosa, a Companhia Predial Ferreira Guimarães, entre outras.
Filantropo, fundou e ajudou na manutenção de várias instituições, como hospitais, creches, maternidade, além da Fundação Benjamin Guimarães / Hospital da Baleia (fundado em 1944 na Fazenda Baleia, perto da cidade de Belo Horizonte).

### Política
Na política, ocupou uma cadeira de Deputado na Assembleia Legislativa de Minas Gerais pelo PR entre 1947 e 1951 e foi Secretário da Agricultura, Indústria, Comércio e Trabalho do Estado de Minas Gerais.

## Homenagens
Entre as diversas homenagens que Antônio recebeu, estão várias ruas e avenidas com o seu nome, em cidades do seu estado natal, o Grupo de Escoteiro A.M.G., escolas de Ensino Médio e o Prêmio Antonio Mourão Guimarães, concedido pela A.B.M. (Associação Brasileira de Metalurgia, Minerais e Mineração) com o Grupo Magnesita S.A.